# Lucifer (religie)

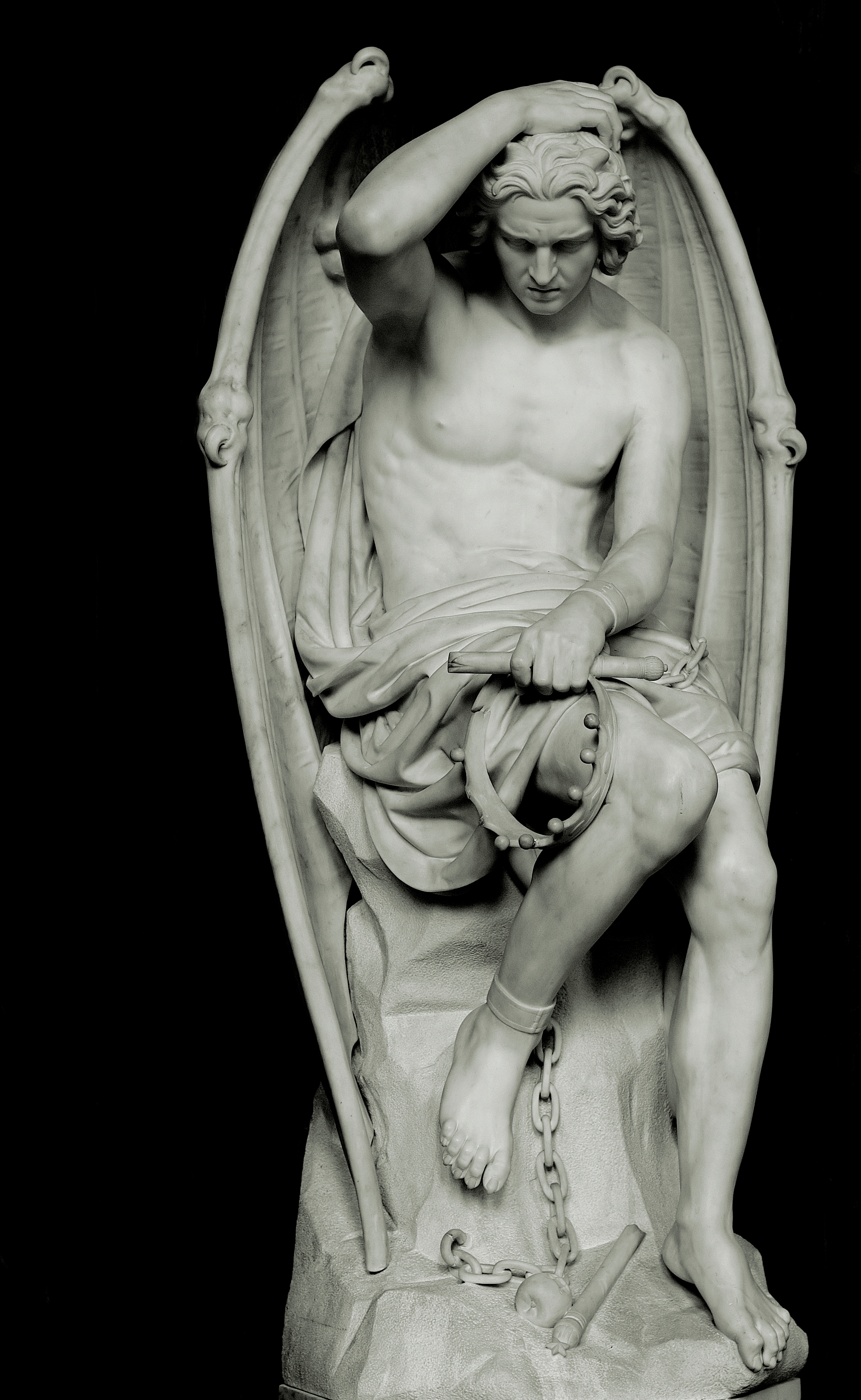
Lucifer (Le génie du mal) door Willem Geefs (Sint-Pauluskathedraal, Luik)

Lucifer is een Latijns woord dat letterlijk “lichtbrenger” betekent. In het Latijn duidt het meestal op de morgenster, terwijl het in het Nederlands vooral gebruikt wordt als aanduiding voor de duivel of, preciezer, de duivel voor zijn val.
In de Bijbel wordt de duivel nergens Lucifer genoemd. Dit gebruik van het woord “lucifer” is waarschijnlijk ontstaan door het samenvloeien van twee afzonderlijke mythen: de joodse mythe over gevallen engelen en de klassieke mythe over de morgenster. Een gangbare opvatting is dat de Bijbelse passage Jesaja 14:3–20, die over een zekere Babylonische koning gaat, in vers 12 aan de aldus ontstane mythe refereert. Deze passage is daarmee de belangrijkste grondslag geworden voor het gebruik van “Lucifer” als aanduiding voor de duivel.
In de Nederlandse Bijbelvertalingen komt het woord “lucifer” niet voor. In de Vulgaat komt het woord zesmaal voor en betekent dan “dageraad” (Job 11:17 en Psalmen 110:3), “sterrenbeelden” (Job 38:32) of “morgenster” (Sirach 50:6, Jesaja 14:12 en 2 Petrus 1:19). In 2 Petrus 1:19 wordt met “lucifer” (morgenster) Jezus bedoeld.

## Etymologie
“Lucifer” is van oorsprong een Latijns woord. Het is een samentrekking van de woorden “lux” (licht) en “ferre” (dragen/brengen). Het Griekse equivalent is “phōsphoros”, wat op dezelfde manier is opgebouwd en exact hetzelfde betekent.
| Grieks:     |  | φῶς [phōs] | – | φέρω [pherō]   | – | φωσφόρος [phōsphoros]    |
| Latijn:     |  | lux        | – | ferre          | – | lucifer                  |
| Nederlands: |  | licht      | – | dragen/brengen | – | lichtdrager/lichtbrenger |

## De morgenster

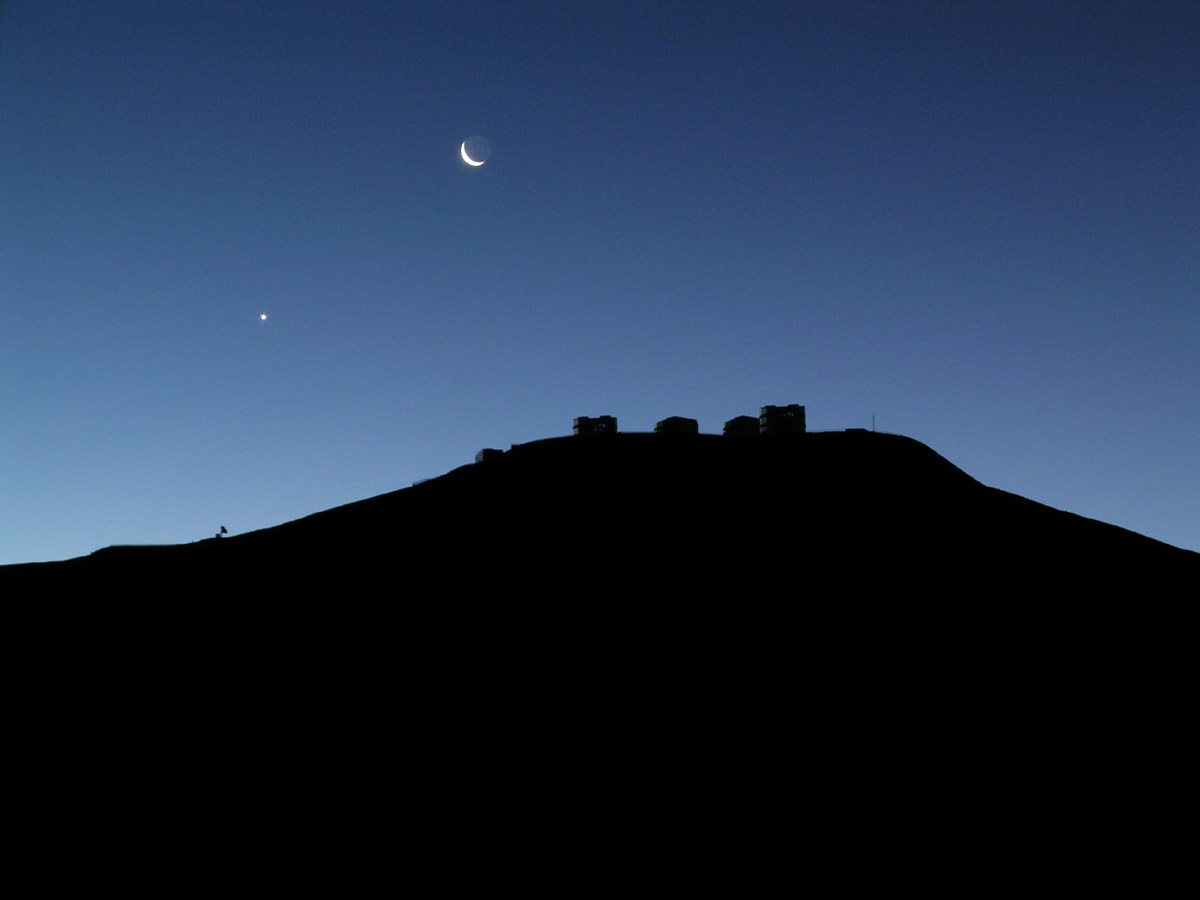
De morgenster (Venus) en de maan

In het Latijn slaat 'lucifer' meestal op de morgenster, een andere naam voor de planeet Venus. Na de zon en de maan is deze planeet de helderste van alle hemellichamen. Venus is in perioden van 584 dagen afwisselend 's ochtends of 's avonds te zien.

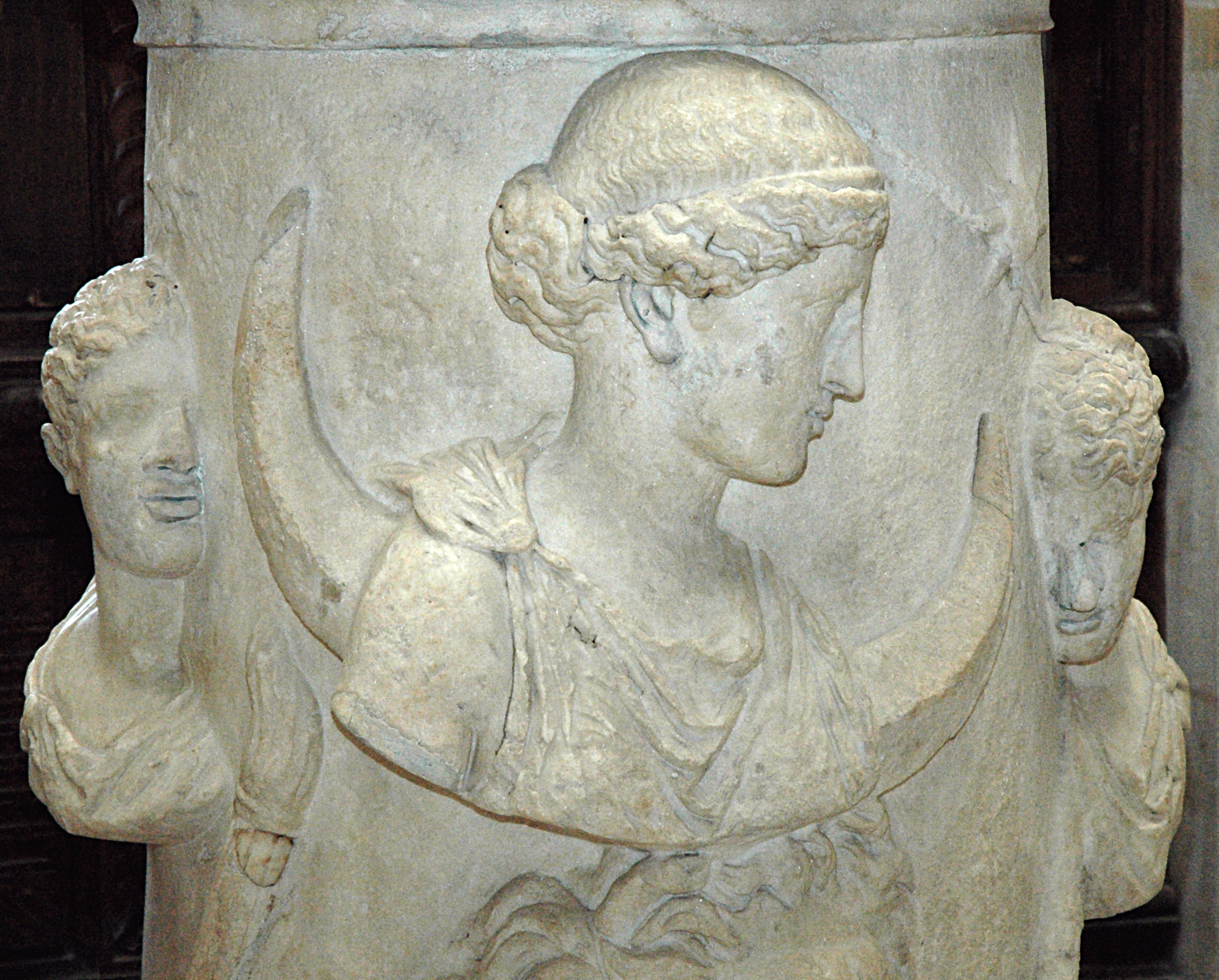
Reliëf op een altaar uit de 2e eeuw AD met in het midden de maangodin Selene geflankeerd door Phosphoros en Hesperos. (Louvre, Parijs)

In de periode dat de planeet 's ochtends te zien is, komt ze kort voor zonsopgang op in het oosten. Dit verklaart de naam “morgenster” of “lichtbrenger”, omdat het verschijnen van de planeet de zon aankondigt. Naast “phōsphoros” is “eōsphoros” (ἐωσφόρος) een Grieks woord voor de morgenster. Dit betekent “brenger van dageraad”.
In de periode dat Venus 's avonds te zien is, staat ze bij het ondergaan van de zon in de westelijke hemel om daar zelf iets later ook onder te gaan. In die verschijningsvorm wordt ze de avondster genoemd. De Grieken noemden de avondster ἕσπερος, hesperos, “ster van de avond”. Het Latijnse equivalent van dit Griekse woord is “vesperi”.
In de oudheid werden sterren en planeten gezien als levende, goddelijke wezens. De oude Egyptenaren dachten dat de morgenster en de avondster twee verschillende hemellichamen waren. De oude Grieken dachten dit aanvankelijk ook. Pythagoras (ca. 570–495 v.Chr.) geldt doorgaans als degene die heeft ontdekt dat het om één en hetzelfde object gaat. Bij de Babyloniërs was dit toen reeds bekend en zij noemden de planeet Isjtar, als hun godin van vrouwelijkheid en vruchtbaarheid. Waarschijnlijk in navolging hierop, wijdden de Grieken de planeet aan hun godin van liefde en schoonheid: Aphrodite. De Romeinen, die hun pantheon grotendeels op dat van de Grieken baseerden, noemden deze godin en de planeet Venus.
De Romeinse schrijver Plinius de Oudere (1e eeuw n.Chr.) identificeerde Venus met de Egyptische moedergodin Isis. Isis is de zus en vrouw van Osiris, de moeder van Horus en de godin van vruchtbaarheid en magie. Voordien identificeerden de Grieken hun Aphrodite met de godin Hathor, maar Hathor en Isis werden ook door de Egyptenaren zelf al vereenzelvigd.
In de Metamorfosen van Ovidius komt Lucifer, de morgenster, voor als de vader van Ceyx. Daarnaast speelt de morgenster een rol in het verhaal over Phaëton. Phaëton wilde de zonnewagen van zijn vader Helios berijden om zo zijn grootheid te bewijzen. Deze hoogmoed resulteerde erin dat de oppergod Zeus hem uit de hemel neerwierp. Vlak voor Phaëton zijn fatale rit maakt, beschrijft Ovidius Lucifer, die als laatste van alle sterren uit de hemel verdwijnt nadat de zon is opgekomen. Deze eigenschap van de morgenster wordt vaak gezien als kenmerkend voor zijn arrogante streven om de zon naar de kroon te steken.

## Lucifer in de Bijbel
In de gangbare Nederlandstalige Bijbelvertalingen komt het woord “lucifer” niet voor. In de Vulgaat komt het woord zesmaal voor, waarvan eenmaal in het deuterocanonieke boek Wijsheid van Jezus Sirach. Daarnaast wordt eenmaal in het boek Job en tweemaal in de Openbaring van Johannes expliciet aan de morgenster gerefereerd. Verder zijn er meerdere passages die aan sterren refereren, of die op indirecte wijze over de (een) brenger van het licht spreken.
Het woord “morgenster(ren)” komt in de gangbare Nederlandstalige Bijbelvertalingen meerdere keren voor:
| Vers             | Vulgaat                      | Nederlandse vertaling         |
| ---------------- | ---------------------------- | ----------------------------- |
| Job 11:17        | lucifer                      | dageraad, morgenstond         |
| Job 38:7         | astra matutina               | morgensterren, ochtendsterren |
| Job 38:32        | lucifer                      | sterrenbeelden, dierenriem    |
| Psalmen 110:3    | lucifer                      | dageraad                      |
| Sirach 50:6      | lucifer                      | morgenster                    |
| Jesaja 14:12     | lucifer                      | morgenster                    |
| 2 Petrus 1:19    | lucifer                      | morgenster                    |
| Openbaring 2:28  | stella matutina              | morgenster                    |
| Openbaring 22:16 | stella splendida et matutina | stralende morgenster          |
In Job 11:17 wordt met “lucifer” de dageraad bedoeld. In Job 38:32 is het de vertaling van het Hebreeuwse woord מַזָּרֹות, mazarot, waarvan de betekenis niet vaststaat. Meestal wordt het vertaald als “sterrenbeelden”. In Psalmen 110:3 slaat het wederom op de dageraad en in Sirach 50:6 wordt de hogepriester Simon, zoon van Onias, vergeleken met de morgenster om zijn grote deugdelijkheid te benadrukken.

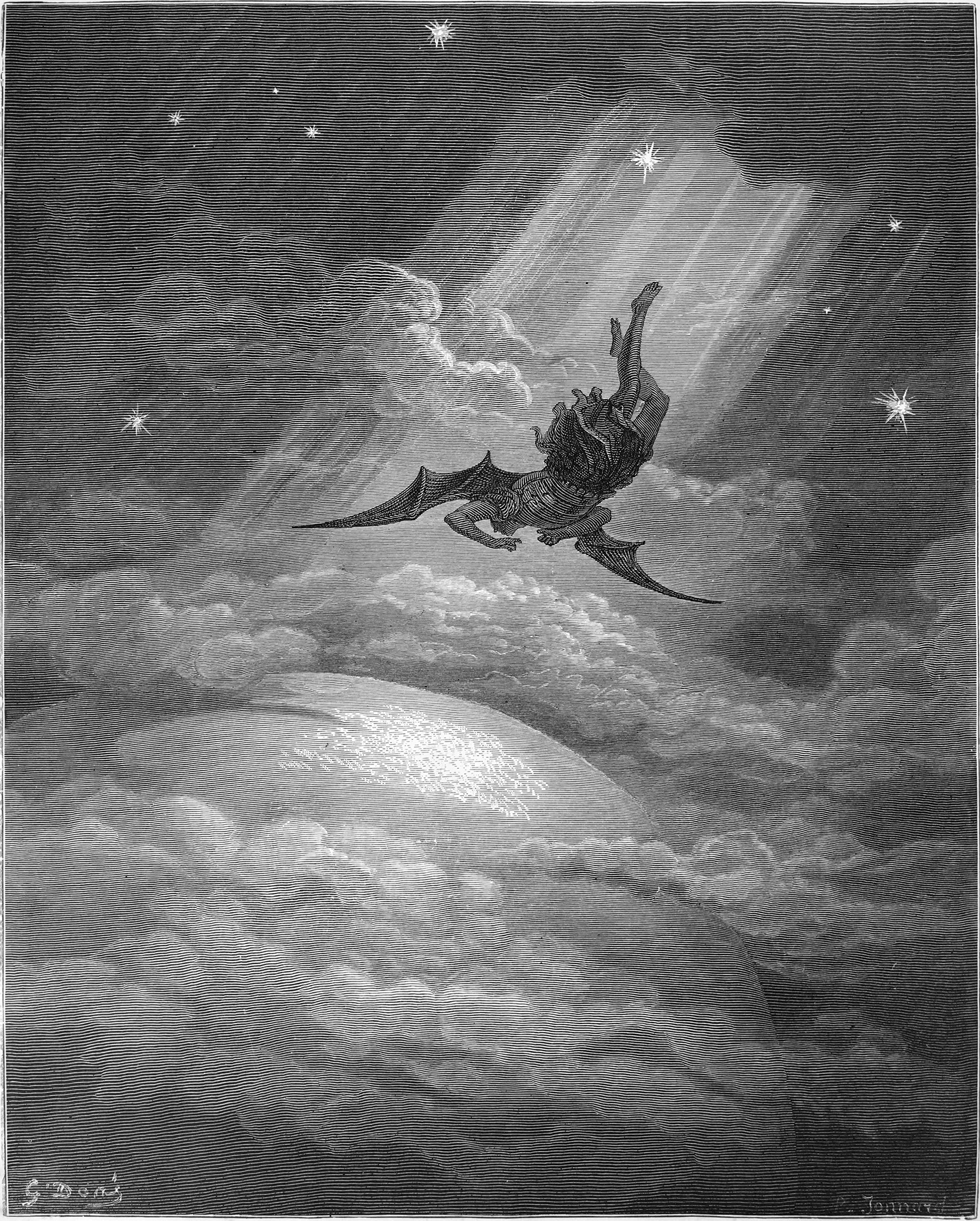
De satan op weg om de val van Adam tot stand te brengen (Gustave Doré, Illustratie bij John Miltons Paradise Lost)

### Jesaja 14:12
In Jesaja 14:12 staat in de Hebreeuwse grondtekst het woord הילל, hêlēl, wat “de stralende” betekent en waarschijnlijk via het woord eōsphoros uit de Septuagint, in de Vulgaat naar 'lucifer' vertaald is. De Engelstalige King James Version gebruikt hier “Lucifer”, met hoofdletter. In de Nederlandstalige Bijbels is het woord vertaald met 'morgenster':
O morgenster, zoon van de dageraad; hoe diep ben je uit de hemel gevallen. Overwinnaar van alle volken, hoe smadelijk lig je daar geveld.
Het vers is onderdeel van een spotlied, dat als volgt begint:
En jullie zullen het volgende spotlied op de koning van Babylonië aanheffen: ‘Het is gedaan met die slavendrijver, gedaan met zijn dwingelandij …’ (Jesaja 14:3–4)
Het woord 'morgenster' verwijst hier dus spottend naar een zekere koning van Babylonië. Volgens Jesaja onderwierp deze koning vele volken, waaronder de Israëlieten. Hij wilde zijn troon hoger bouwen dan de sterren en stelde zichzelf in zijn gedachten gelijk aan God.
Je zei bij jezelf: ‘Ik stijg op naar de hemel, boven Gods sterren plaats ik mijn troon. Ik zetel op de toppen van de Safon, de berg waar de goden bijeenkomen. Ik stijg op tot boven de wolken, ik evenaar de Allerhoogste.’ Nee! Je daalt af in het dodenrijk, in de allerdiepste put. Ze zien je, ze kijken naar je en kijken nog eens goed naar je: ‘Is dit de man die de aarde deed beven en koninkrijken deed sidderen? Die het land tot verval bracht en steden verwoestte? Die zijn gevangenen nooit liet gaan?’ (Jesaja 14:13–17)

### 2 Petrus 1:19
Ook hier wordt in de Nederlandstalige Bijbels het woord 'morgenster' gebruikt. De Griekse grondtekst leest phōsphoros en de Vulgaat “lucifer”.
Hierdoor kreeg voor ons het woord van de profeten nog meer gezag. Ook u doet er goed aan dat in acht te nemen: het is de lamp die licht verspreidt in een donkere ruimte, tot het ogenblik dat de dag aanbreekt en de morgenster opgaat in uw hart.
Het woord “morgenster” refereert hier aan Jezus. Om deze reden wordt het in de Statenvertaling met een hoofdletter geschreven. Direct voorafgaand aan 1:19 staat:
Toen wij u de macht en de komst van onze Heer Jezus Christus verkondigden, beriepen wij ons niet op vernuftig bedachte mythen, maar wij spraken als ooggetuigen van zijn glorie. Want Hij heeft van God de Vader eer en verheerlijking ontvangen, toen door de verheven majesteit dit woord tot Hem gericht werd: ‘Dit is mijn geliefde Zoon; luister naar Hem.’ En deze stem hebben wij zelf uit de hemel horen klinken, toen wij met Hem op de heilige berg verbleven. (2 Petrus 1:16–18)

### Openbaring 2:28
In de Nederlandstalige Bijbels staat hier het woord 'morgenster'. In de Vulgaat staat hier echter niet 'lucifer', maar stella matutina, wat “de ster van de morgen” betekent. Dit is een letterlijke vertaling van de Griekse brontekst, waar “ὁ ἀστὴρ ὁ πρωϊνός” staat.
En wie overwint en mijn werken tot het einde toe bewaart, hem zal Ik macht geven over de heidenen; en hij zal hen hoeden met een ijzeren staf, als aardewerk worden zij verbrijzeld, gelijk ook Ik van mijn Vader ontvangen heb, en Ik zal hem de morgenster geven. Wie een oor heeft, die hore, wat de Geest tot de gemeenten zegt. (Openbaring 2:26–29)

### Openbaring 22:16
Wederom staat hier in de Nederlandstalige Bijbels het woord “morgenster”. In de Griekse brontekst staat “ὁ ἀστὴρ ὁ λαμπρος ὁ πρωϊνός” en de Vulgaat geeft “stella splendida et matutina”. De letterlijke vertaling hiervan is: “de ster, stralend en van de morgen”.
‘Ik, Jezus, heb mijn engel gezonden om u deze getuigenissen over de gemeenten bekend te maken. Ik ben de wortel uit het geslacht van David, de stralende morgenster.’
Hier verwijst Jezus met het woord 'morgenster' aan zichzelf. In de Statenvertaling staat het dan ook met een hoofdletter geschreven.

## De duivel

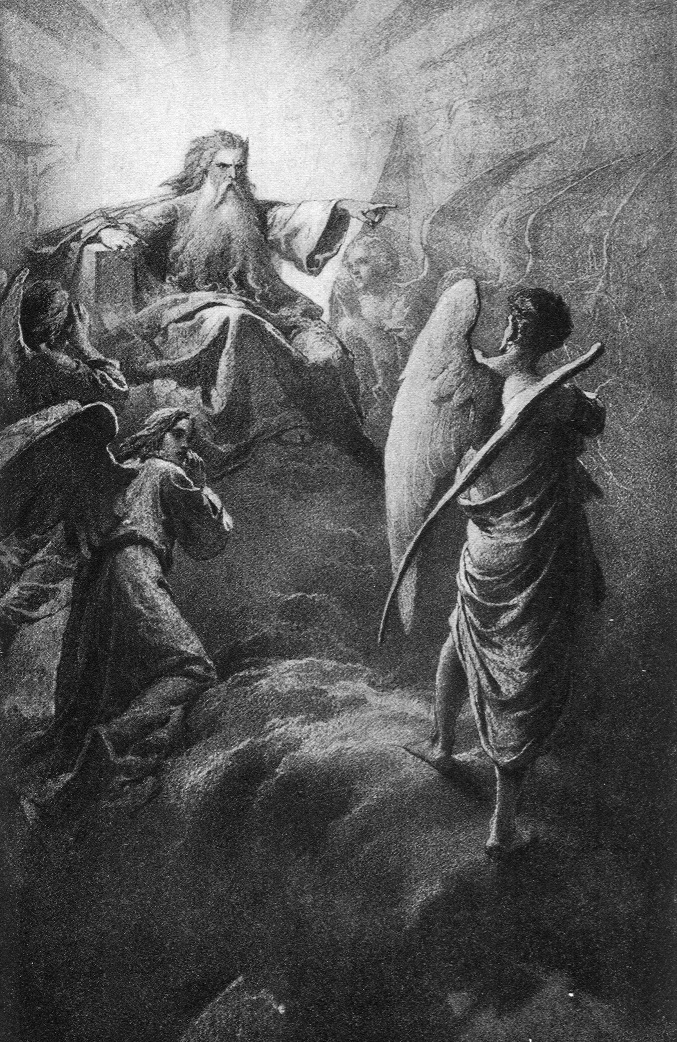
Lucifer versus de Heer (Mihály Zichy)

In het dagelijks spraakgebruik is Lucifer een naam van de duivel. Als ondersteuning voor deze naam, die letterlijk “lichtbrenger” betekent, wordt wel verwezen naar 2 Korintiërs 11:14:
Geen wonder ook! Immers, de satan zelf doet zich voor als een engel des lichts.

### Twee mythen
Dat Lucifer een aanduiding voor de duivel is geworden, komt waarschijnlijk door het samenvloeien van twee afzonderlijke mythen: ten eerste de joodse mythe over gevallen engelen en ten tweede de klassieke lucifermythe, waarvan het verhaal over Phaëton (zie § De morgenster) een versie is. In het aldus ontstane verhaal is Lucifer de leider van de gevallen engelen. In het christendom is deze opvatting wijdverbreid geraakt. Onder andere Tertullianus en Origenes identificeren Lucifer met de duivel.
Het idee dat God één of meerdere van Zijn engelen uit de hemel geworpen heeft, bestond in het jodendom al voor Christus. Waarschijnlijk symboliseert deze mythe het natuurfenomeen van vallende sterren. Pas in apocriefe geschriften als 2 Henoch en Leven van Adam en Eva krijgt dit idee een uitgekristalliseerde vorm en wordt het in verband gebracht met het theologische probleem van de oorsprong van het kwaad. Deze twee geschriften worden doorgaans gedateerd uit de 1e eeuw AD, terwijl de Jewish Encyclopedia ze uit de 1e eeuw v. Chr. dateert.
Tegelijk bestonden er al in de oudheid Babylonische en Hebreeuwse sterrenmythen die vergelijkbaar zijn met de Grieks/Romeinse mythe van Phaëton. Zo is er het Babylonische verhaal van Ethana en Zu, waarin Zu uit trots de hoogste plaats tussen de goden nastreeft en daarop door de oppergod neergeworpen wordt. In Leven van Adam en Eva en 2 Henoch is een dergelijke sterrenmythe reeds gekoppeld aan de mythe van gevallen engelen.
De reden voor de val is meestal een opstand tegen God of het toegeven aan verleiding. In 2 Henoch was de duivel een aartsengel die zijn troon hoger dan de wolken wilde plaatsen en aan God gelijk wilde worden. Hierop wierp God hem en zijn engelen neer. Omdat aartsengel Samaël ook als "vorst van de demonen" wordt beschreven, wordt vaak aangenomen dat Samaël een andere naam van Lucifer is. In Leven van Adam en Eva is de reden van de val dat de duivel weigerde om Adam te aanbidden, terwijl God hem dat gebood. Wanneer de aartsengel Michaël hem daarop zegt dat God boos zal worden als hij weigert, zegt de duivel dat hij in dat geval zijn troon boven de sterren zal plaatsen en zelf als God zal zijn. In beide geschriften heeft de duivel, om zijn eigen val te wreken, vervolgens de zondeval van Adam tot stand gebracht.
In Job valt de duivel niet, maar daalt hij uit eigen beweging af om de slechte aard van de mens aan te tonen. De Koran geeft, net als Leven van Adam en Eva, als reden dat de duivel weigerde om Adam te aanbidden. Een andere in de literatuur genoemde reden is dat een aantal engelen verleid werd door de schoonheid van vrouwen en gemeenschap met hen had. Zij en hun afstammelingen worden de nefilim (הנּפלים) genoemd, wat Hebreeuws is voor “de gevallenen”.

### Interpretatie van Jesaja 14:12
Een gangbare opvatting is dat de Bijbelse passage Jesaja 14:12 (zie § Lucifer in de Bijbel) naar de joodse lucifermythe verwijst. De omschrijving van de reden voor de val van de duivel uit 2 Henoch 29:4 en Leven van Adam en Eva 15 lijkt inderdaad op de bewoording in Jesaja 14:13–17. Hiëronymus heeft, mogelijk beïnvloed door de Septuagint, deze opvatting in ieder geval gedeeld. In de Vulgaat leidt hij hêlēl af van yalal, “berouwen” en vertaalt het woord met “Lucifer”, omdat Lucifer het verlies van zijn oorspronkelijke schittering berouwt.
De passage Lukas 10:18 wordt soms gezien als een verwijzing naar Jesaja 14:12.
Hij zei tegen hen: ‘Ik zag de satan als een bliksemschicht uit de hemel vallen. (Lukas 10:18)

### Openbaring 12:7–9
Een andere passage die met de val van de duivel in verband wordt gebracht is Openbaring 12:7–9.
Toen brak er in de hemel een oorlog uit. Michaël en zijn engelen vochten tegen de draak, en de draak en zijn engelen vochten terug. Maar zij hielden geen stand en hun plaats werd in de hemel niet meer gevonden. De grote draak werd neergeworpen, de oude slang, die Duivel en Satan heet en de hele wereld misleidt; hij werd neergeworpen op de aarde en zijn engelen met hem. (Openbaring 12:7–9)
Het de Openbaring van Johannes is echter een eschatologie en deze passage slaat dan ook niet op een val van de duivel in het begin, maar in de eindtijd.

## Lucifer in de literatuur

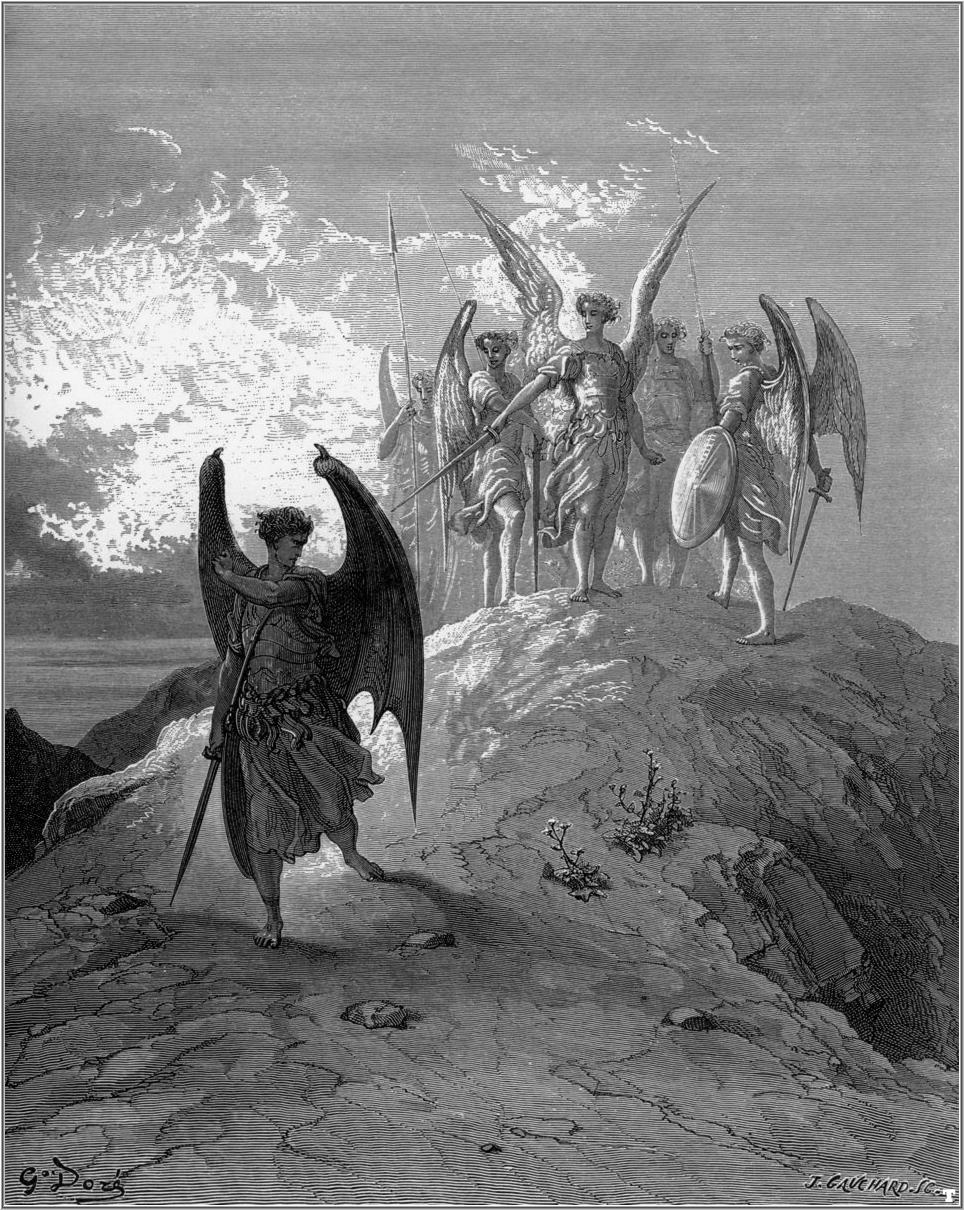
Michaël onderwerpt de satan (Gustave Doré, illustratie bij John Miltons Paradise Lost)

Het gebruik van 'Lucifer' als omschrijving of naam van de duivel heeft ook in de profane literatuur navolging gekregen. Dit is waarschijnlijk een uitvloeisel van een bredere culturele navolging van de lucifermythe. Zo komt Lucifer bijvoorbeeld ook in de faustlegende voor als gevallen engel en heerser over de gevallen geesten. Al in Historia von D. Johann Fausten, de eerste op schrift gestelde versie van de legende, wordt hij op deze manier beschreven. Dit geschrift werd waarschijnlijk in de tweede helft van de 16e eeuw opgesteld.
Een aantal invloedrijke literaire werken heeft de connotatie van het woord “lucifer” mede bepaald. Drie van de belangrijkste zijn De goddelijke komedie van Dante, Lucifer van Vondel en Het verloren paradijs van Milton.
Dante Alighieri, La Divina Commedia (1308–1321)Dit epische gedicht gaat over Dantes reis door de hel, het vagevuur en het paradijs. Het gedicht bestaat uit drie delen, een voor elk van deze oorden. Dante beschrijft ieder oord in groot detail.
In de negende en diepste cirkel van de hel, treffen Dante en zijn gids Vergilius een meer van ijs aan, waarin alle verraders vastgevroren zitten. Tussen hen, exact in het centrum van de hel, bevindt zich ook Lucifer, die door God te verraden de ultieme zonde begaan heeft. Hij zit tot zijn middel vastgevroren in het meer en slaat met zijn vleugels, alsof hij probeert weg te komen. Zijn vleugelslagen veroorzaken echter de ijzige wind die het meer bevriest en daarmee de verraders inclusief hemzelf gevangen houdt.
Lucifer wordt omschreven als een groot beest met drie koppen: in het midden een rode, rechts een bleekgele en links een zwarte. Uit zijn zes ogen komen tranen en met elk van zijn drie bekken kauwt hij op een prominente verrader. Dante beschrijft Lucifer hiermee als onmachtig, onwetend en haatdragend. Deze eigenschappen staan in contrast met de almacht, alwetendheid en liefde van God.
Joost van den Vondel, Lucifer (1654)Dit toneelstuk gaat over Lucifer, die uit jaloezie in opstand komt tegen God, omdat Hij de mens boven de engelen heeft geplaatst. Aanvankelijk was Lucifer de plaatsvervanger van God. Op een zeker moment verneemt hij echter dat niet alleen het aardse paradijs dat van de engelen overtreft, maar dat God bovendien heeft gelast dat de engelen voortaan de mens moeten dienen en aanbidden.
Lucifers interpretatie hiervan is dat de engelen slaven van de mens zullen zijn. Verschillende engelen zien dit als een vernedering en denken aan een opstand. Zij starten vervolgens met voorbereidingen hiertoe en kiezen als hun leuze: “Den mensch in eeuwigheit ten hemel uit te sluiten”. De engelen die Gods leiding vertrouwen en Hem gehoorzaam blijven, stellen zich daarop tot doel om de opstandelingen tot bedaren te brengen.
De luciferisten beklagen zich over het onrecht dat God hen heeft aangedaan. De trouwe engelen proberen hen te troosten, maar de onrust neemt enkel toe en de roep om geweld steekt op. Als duidelijk wordt dat de opstandelingen volharden, scheidt Michaël de beide groepen. Op ingeving van Beëlzebub verlangen de opstandelingen vervolgens dat Lucifer hun leider wordt. Deze aarzelt, maar bezwijkt uiteindelijk onder de groepsdruk. Beëlzebub zorgt bovendien dat Lucifers keuze bindend is, door alle luciferisten een eed van trouw af te laten leggen.
Met weinig enthousiasme leidt Lucifer zijn leger naar het slagveld. Vlak voor de strijd daalt Rafaël met een olijftak neer, in een ultieme poging Lucifer tot inkeer te brengen. Die volhardt echter wanhopig, omdat hij geen gezichtsverlies wil lijden.
De strijd die daarna losbreekt blijft lange tijd op en neer gaan, totdat Michaël en Lucifer tegenover elkaar komen te staan. Op dat moment doet Michaël alsnog een poging om Lucifer terug tot God te brengen. Lucifer is dan echter al te veel opgegaan in de strijd en doorklieft Michaëls diamanten schild met Gods naam. Hierdoor breekt zijn strijdbijl, waarna Michaëls bliksem hem treft. Zo wordt de strijd beslist, waarbij Lucifer en zijn volgers neergeworpen worden en Lucifer in een monster verandert. Tot besluit horen de overwinnaars dat Lucifer zich heeft gewroken door Belial als slang het aardse paradijs binnen te laten dringen en de zondeval te laten bewerkstelligen.
John Milton, Paradise Lost (1667)Dit epische gedicht gaat over de gebeurtenissen rondom de zondeval. Het heeft twee verhaallijnen: één over Satans strijd tegen God en één over Adam en Eva.
In zijn strijd zet Satan een derde van alle engelen op tegen God, maar hij verliest en wordt met al zijn volgelingen in de hel geworpen, in het gedicht ook wel “Tartarus” genoemd. Aldaar doet hij de beroemde uitspraak “Beter te heersen in de hel, dan te dienen in de hemel.” Vervolgens bouwen zij een hoofdstad, Pandemonium, waar op een zeker moment een debat plaatsvindt tussen Satan en zijn volgelingen. Aan het eind van het debat biedt Satan aan om de jonge aarde te vergiftigen.
Na vele gevaren overwonnen te hebben, betreedt hij vervolgens als slang het paradijs en verleidt Eva om het fruit te eten van de boom van de kennis van goed en kwaad, waardoor Adam en Eva uiteindelijk uit de Hof van Eden gejaagd worden.
Hoewel de duivel in Miltons werk meestal met “Satan” wordt aangeduid, wordt hij ook “Lucifer” genoemd.

## Rooms-katholicisme

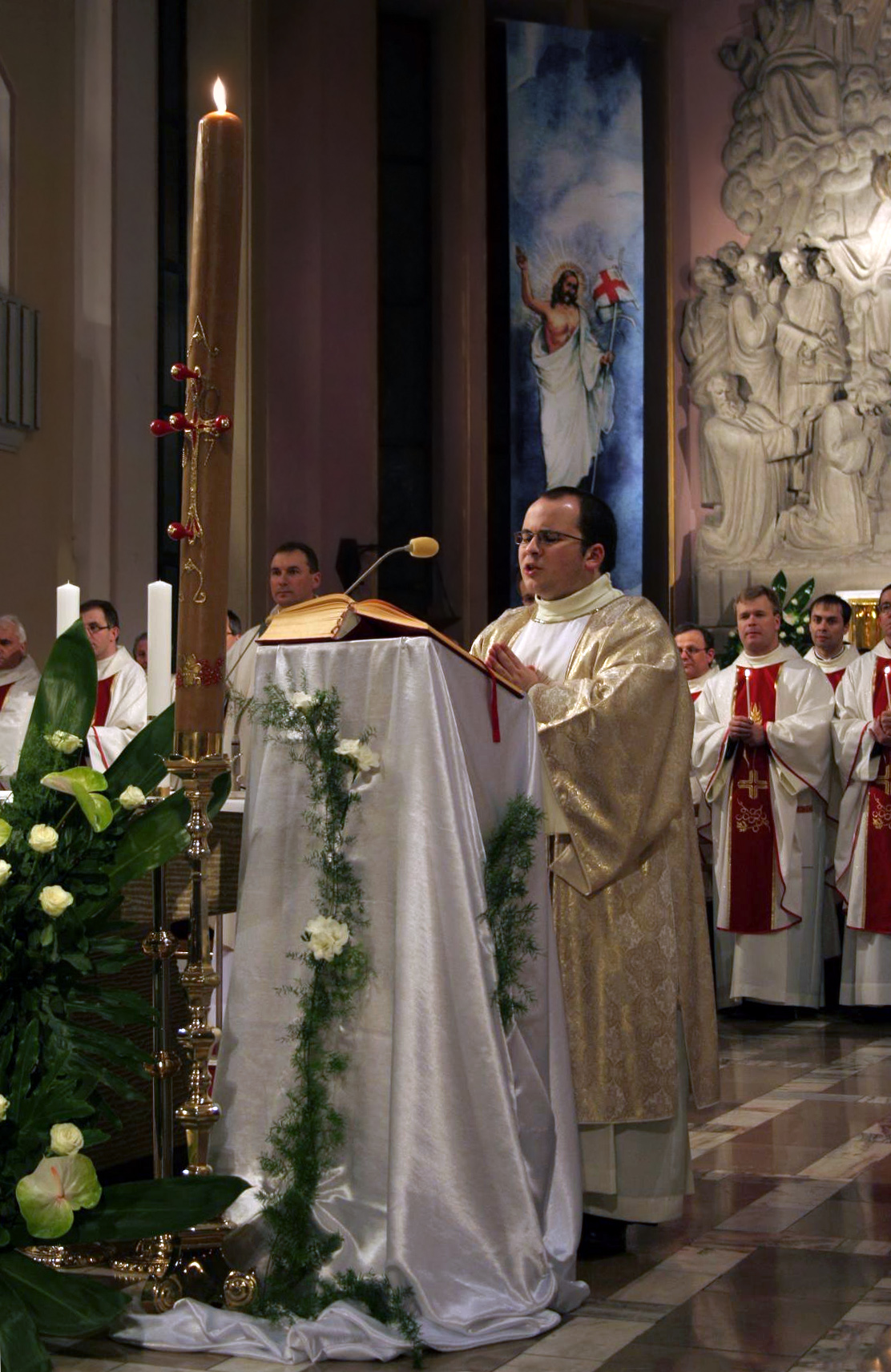
Een diaken zingt het Exsultet bij een ontstoken Paaskaars

In het rooms-katholicisme wordt het woord “lucifer” op verschillende wijzen gebruikt. In de katholieke traditie heeft “de duivel” als betekenis de overhand gekregen. Daarmee is dat, met name in de volkstaal, de facto de primaire betekenis geworden. Tegelijk is vooral in het Kerklatijn de oorspronkelijke, letterlijke betekenis “lichtbrenger” overeind gebleven.

### Exsultet
In de rooms-katholieke Paasritus wordt met “lucifer”, de lichtbrenger, aan Jezus gerefereerd. De onderstaande passage komt uit het Exsultet, de Paasjubelzang. Het gaat over de Paaskaars, symbool van Jezus Christus, de verrezen Heer.
| Flammas eius lucifer matutinus inveniat: ille, inquam, lucifer, qui nescit occasum, Christus Filius tuus qui, regressus ab inferis, humano generi serenus illuxit, et vivit et regnat in saecula saeculorum. |  | Moge de morgenster haar brandend vinden: die morgenster, zeg ik, die geen ondergang kent, Christus, Uw Zoon, die uit het dodenrijk teruggekeerd, over het menselijk geslacht haar helder licht verspreid heeft en leeft en heerst voor altijd en eeuwig. |

### Litanie van Loreto
Naast Jezus wordt ook de Heilige Maagd Maria morgenster genoemd. Dit gebeurt bijvoorbeeld in de litanie van Loreto. In de Latijnse grondtekst staat hier echter “stella matutina”.

### Lucifer van Cagliari
Lucifer van Cagliari was een bisschop uit de 4e eeuw AD. In de strijd tegen het arianisme was hij een fel pleitbezorger van de katholieke orthodoxie. Daarbij was zijn polemiek echter zo heftig dat hij de zaak die hij wilde dienen in verschillende gevallen juist schaadde. Ook accepteerde hij niet dat arianen die hun ketterij afzwoeren en tot de katholieke kerk terugkeerden een pardon kregen. Nadat bleek dat weinigen hem volgden in zijn fanatisme trok hij zich terug op Sardinië, waar hij een sekte vormde. De leden van deze afscheidingsbeweging worden de luciferisten genoemd en hielden onder andere vol dat zelfs spijt betuigende arianen geëxcommuniceerd moesten worden.
Op Sardinië wordt deze Lucifer vereerd als een heilige. Zijn feestdag is op 20 mei.

## Vrijmetselarij

De Vlammende Ster

Het woord “lucifer” komt in de maçonnieke ritus niet voor. Ook in de gangbare interpretaties van de maçonnieke symboliek speelt noch het begrip noch de naam Lucifer een rol.
Een anti-maçonnieke samenzweringstheorie uit de jaren 1890 brengt de vrijmetselarij echter in verband met duivelsaanbidding. Deze zwendel van Léo Taxil had tot doel om zowel de vrijmetselarij als de rooms-katholieke oppositie tegen de vrijmetselarij te persifleren. De theorie is echter vooral populair gebleven bij anti-maçonnieke bewegingen.
De belangrijkste ondersteuning van deze theorie wordt gevonden in een passage uit het werk van Albert Pike, een invloedrijke 19e-eeuwse vrijmetselaar. Pike was van 1859 tot zijn dood in 1891 Soeverein Grootinspecteur-Generaal van de Schotse Ritus in het zuidelijke deel van de Verenigde Staten. In zijn boek Morals and Dogma of the Ancient and Accepted Scottish Rite of Freemasonry schrijft hij:
LUCIFER, de Lichtdrager! Vreemde en mysterieuze naam om aan de Geest der Duisternis te geven! Lucifer, de Zoon van de Morgen! Is hij het, die het licht draagt en met zijn onverdraaglijke schittering zwakke, zinnelijke of zelfzuchtige zielen verblindt? Twijfel er niet aan!
Een latere maçonnieke auteur die de naam Lucifer gebruikt heeft, is Manly Palmer Hall. Hij schrijft:
Wanneer de [gezel] vrijmetselaar ontdekt dat …, dan heeft hij het mysterie van zijn arbeid ontdekt. Hij heeft de ziedende energie van Lucifer in zijn hand en voordat hij voorwaarts en opwaarts mag schrijden, moet hij zijn vaardigheid bewijzen om energie op de juiste wijze toe te passen.
In beide citaten slaat “Lucifer” op de symbolische lichtbrenger, zoals in het christendom Lucifer een symbolische aanduiding voor Jezus kan zijn.

## Theosofie

Het embleem van de Theosofische Vereniging

Volgens de theosofie is Lucifer de planeet Venus als de Morgenster en symbool van zuiverheid en wijsheid.
In de theosofie geldt het verhaal over Lucifer als de christelijke versie van een mythe die in alle wereldreligies bestaat. Volgens deze mythe heeft de mens lang geleden in zijn ontwikkeling een punt bereikt waarop het lichaam rijp was om de tot dan toe sluimerende menselijke geest te laten ontwaken. Lucifer heeft daarop als slang het paradijs betreden en Eva verleid om het fruit te eten van de boom der kennis van goed en kwaad. Als gevolg kregen zij en Adam, nadat ook hij van het fruit had gegeten, onder andere zelfbewustzijn en een vrije wil. Hierdoor waren zij niet langer in het paradijs, dat een idyllisch, onbewust leven inhield.
Lucifer is hiermee de christelijke Prometheus, die in de Griekse mythologie de mens bezielde. In de hinduïstische overlevering waren het de manasaputra's (“zonen van de geest”) die de menselijke geest deden ontwaken door in hen te incarneren.

### Theosofisch tijdschrift
“Lucifer” is ook de naam van een theosofisch tijdschrift dat voor het eerst verscheen in september 1887. Helena Blavatsky, grondlegger van de theosofie en medeoprichter van de Theosofische Vereniging, zou tot haar dood in 1891 mede de redactie van het blad voeren. Daarbij publiceerde ze diverse artikelen in het blad, waaronder het eerste artikel uit het eerste nummer. In dit artikel gaat Blavatsky in op de redenen om het tijdschrift “Lucifer” te noemen, waarbij ze de rechtvaardiging voor sinistere associaties in twijfel trekt en een positieve begripsinhoud van het woord “lucifer” voorstaat. In 1889 volgde Annie Besant Mable Collins op als coredacteur. George Mead werd in 1895 coredacteur. In 1897 werd het tijdschrift hernoemd tot The Theosophical Review.

## Antroposofie
In de antroposofie vormen Lucifer en zijn tegenpool Ahriman twee hoofdzakelijk slechte invloeden op de wereld en de menselijke evolutie. Grondlegger van de antroposofie Rudolf Steiner beschrijft echter ook goede eigenschappen van zowel Lucifer als Ahriman.
Lucifer, als geest van het licht, speelt in op de menselijke trots en geeft de illusie van goddelijkheid, maar stimuleert ook creativiteit en spiritualiteit. Ahriman, als geest van de duisternis, verlokt mensen hun verbinding met het goddelijke te ontkennen en geheel op te gaan in de materiële wereld, maar stimuleert ook intellectualiteit en technologische ontwikkeling. Beide invloeden zijn negatief wanneer ze eenzijdig of op ongepaste wijze aangewend worden, terwijl ze tegelijk ook beide nodig zijn om de menselijke vrijheid te laten ontluiken.
Volgens de antroposofie is het ieders taak om een balans te vinden tussen deze tegengestelde invloeden. De Christusfiguur is in de antroposofie een spiritueel wezen dat tussen deze tegenpolen in staat en ze harmoniseert.

## Satanisme

Deel van het magische sigil van Lucifer uit het Grimorium Verum

Hoewel de “Kerk van Satan” van LaVey atheïstisch is en het bestaan van spirituele wezens ontkent, speelt Lucifer een symbolische rol in deze leer. In de satansbijbel is een van de vier boeken naar Lucifer vernoemd. In dit boek worden de filosofie en de dogmatiek van het satanisme op logische en intellectuele wijze uiteengezet. Dit in tegenstelling tot bijvoorbeeld het “Boek van Satan”, dat de bedoeling heeft het satanisme op dramatische of poëtische wijze over te brengen.

## Luciferianisme
Het luciferianisme omvat alle filosofische, spirituele en occulte stromingen die de eigenschappen die traditioneel aan Lucifer toegedicht worden, in achting houden. De duiding van Lucifer kan daarbij variëren. Sommige stromingen identificeren Lucifer met Satan, of zien Lucifer als het lichtdragers-aspect van Satan, waardoor ze ook onder het satanisme gerekend kunnen worden. Andere stromingen verwerpen deze identificatie en stellen dat Lucifer een positievere kracht is, die geheel los staat van Satan.
De eigenschappen die binnen het luciferianisme aan Lucifer toegedicht worden, verschillen ook per stroming. De Order of Phosphorus benadrukt zelfdiscipline, spirituele excellentie en kennisbejag, terwijl de Ordo Luciferi haar adogmatische karakter benadrukt en geen enkele eigenschap onlosmakelijk aan Lucifer verbindt.